# Аналітичне мистецтво

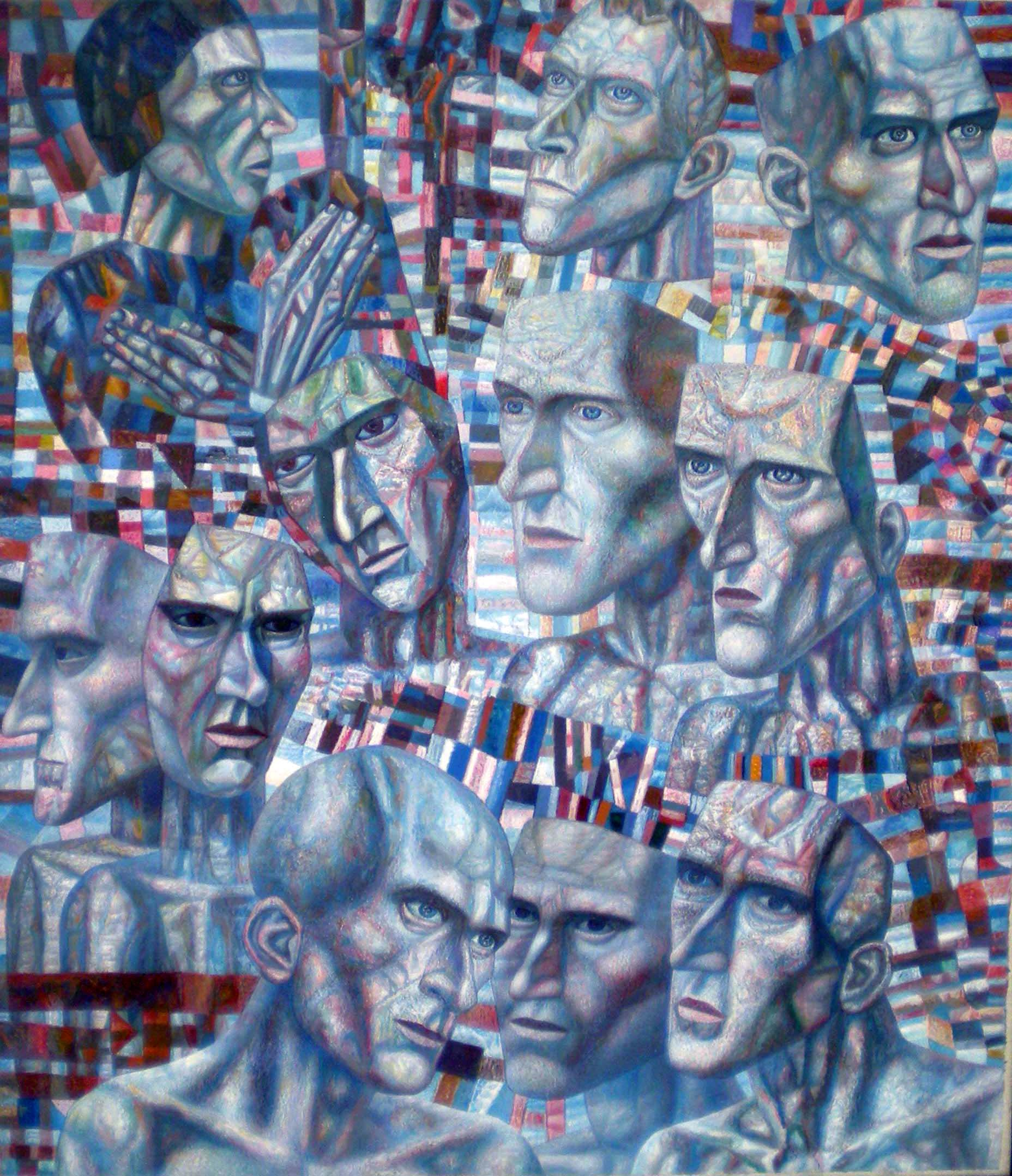
П. М. Філонов. Ударники (1935). Російський музей

Аналітичне мистецтво — одна з великих шкіл російського авангарду. Групу Майстри аналітичного мистецтва (рос. мастера аналитического искусства) створив Павло Філонов 1925 року. Офіційно визнана 1927 року. В різні роки до складу МАИ входило до 70 художників. Творчий метод МАИ ґрунтувався на теоретичних засадах Філонова, які були розвинені в маніфесті «Зроблені картини» (Петербург, 1914), в «Декларації Світового Розквіту» («Життя мистецтва», 1923 р. номер 20. стор. 13) і в рукописі «Ідеологія аналітичного мистецтва і принцип зробленості». Офіційно МАИ існувала до весни 1932 року, але заняття в майстерні Павла Філонова тривали аж до його смерті в 1941 році.

## Деякі представники групи
- Авлас Володимир Дмитрович (1904—1975) — член МАИ.
- Борцова Олена Миколаївна (1903—19??) — член МАИ з 1925 до 1932 р.
- Вахрамеєв Костянтин Васильович (1889—1934) — член МАИ з 1925 р.
- Глєбова Тетяна Миколаївна (1900—1985) — член МАИ з 1926 до 1931 р.
- Гурвич Борис Ісаакович (1905—1985) — член МАИ з 1924 до 1930 р.
- Євграфов Микола Іванович (1904—1941 (1942?)) — член МАИ з 1925 до 1932 р.
- Закліковська Софія Людвігівна (1899—1975) — член МАИ з 1927 до 1932 р.
- Зальцман Павло Якович (1912—1985) — член МАИ з 1930 по 1932 р.
- Іванова Людмила Олександрівна (1904—1978)
- Іванова Ніна Володимирівна (19??—197?) — член МАИ до 1932 р.
- Капітанова (Арапова) Юлія Григорівна (1889—1976) — член МАИ з 1929 до 1932 р.
- Кибрик Євгеній Адольфович (1906—1978) — член МАИ з 1926 до 1930 р.
- Кондратьєв Павло Михайлович (1902—1985) — член МАИ з 1927 до 1932 р.
- Курдов Валентин Іванович (1905—1989)
- Лукстинь Ян Карлович (1887—1938) — член МАИ з 1925 до 1926 р.
- Макаров Михайло Костянтинович (1904—196?) — член МАИ з 1927 р.
- Мордвинова Алевтина Євгеніївна (1900—1980) — член МАИ з 1927 р.
- Новіков Георгій Олександрович (1898—1981) — член МАИ з 1927 по 1932 р.
- Шмагає Аліса Іванівна (1902—1984) — член МАИ з 1925 р.
- Сашин Андрій Тимофійович (1896—1965) — член МАИ з 1927 до 1930 р.
- Суворов Інокентій Іванович (1898—1947) член МАИ 1925—1930 р.
- Сулимо-Самуйлло Всеволод Ангелович (1903—1965) — член МАИ з 1926 до 1932 р.
- Тагрина Любов Миколаївна (1884—1955) — член МАИ з 1929 р.
- Тенісман (Теннісман) Едуард Альма (бл.1906- 1941/42) -член МАИ 1925—1930 р.
- Хржановський Юрій Борисович (1905—1987) — член МАИ з 1927 до 1930 р.
- Цибасов Михайло Петрович (1904—1967) — член МАИ з 1926 р.